# Essigwiesenklamm
Koordinaten: 48° 57′ 12″ N, 8° 26′ 12″ O
Die Essigwiesenklamm, auch Essigwiesklamm, ist ein Bach im Land- beziehungsweise Stadtkreis Karlsruhe in Baden-Württemberg. Er liegt im nördlichen Randgebiet des Schwarzwaldes und umfasst die Essigwiesenklamm mit deren natürlichen Quellbereichen. Sie bildet einen Lebensraum für zum Teil geschützte, Tiere und Pflanzen. Das Bachkerbtal ist nur nach Regenfällen mit Wasser gefüllt, ansonsten trocknet es im wasserdurchlässigen Buntsandstein bis auf wenige Gumpen schnell aus.
Die Essigwiesenklamm liegt auf der Markung der Gemeinde Ettlingen und endet nach rund 1200 Metern am Waldrand. Dort fließt sie in den in der Hedwigsquelle entspringende Hedwigsquellbach.

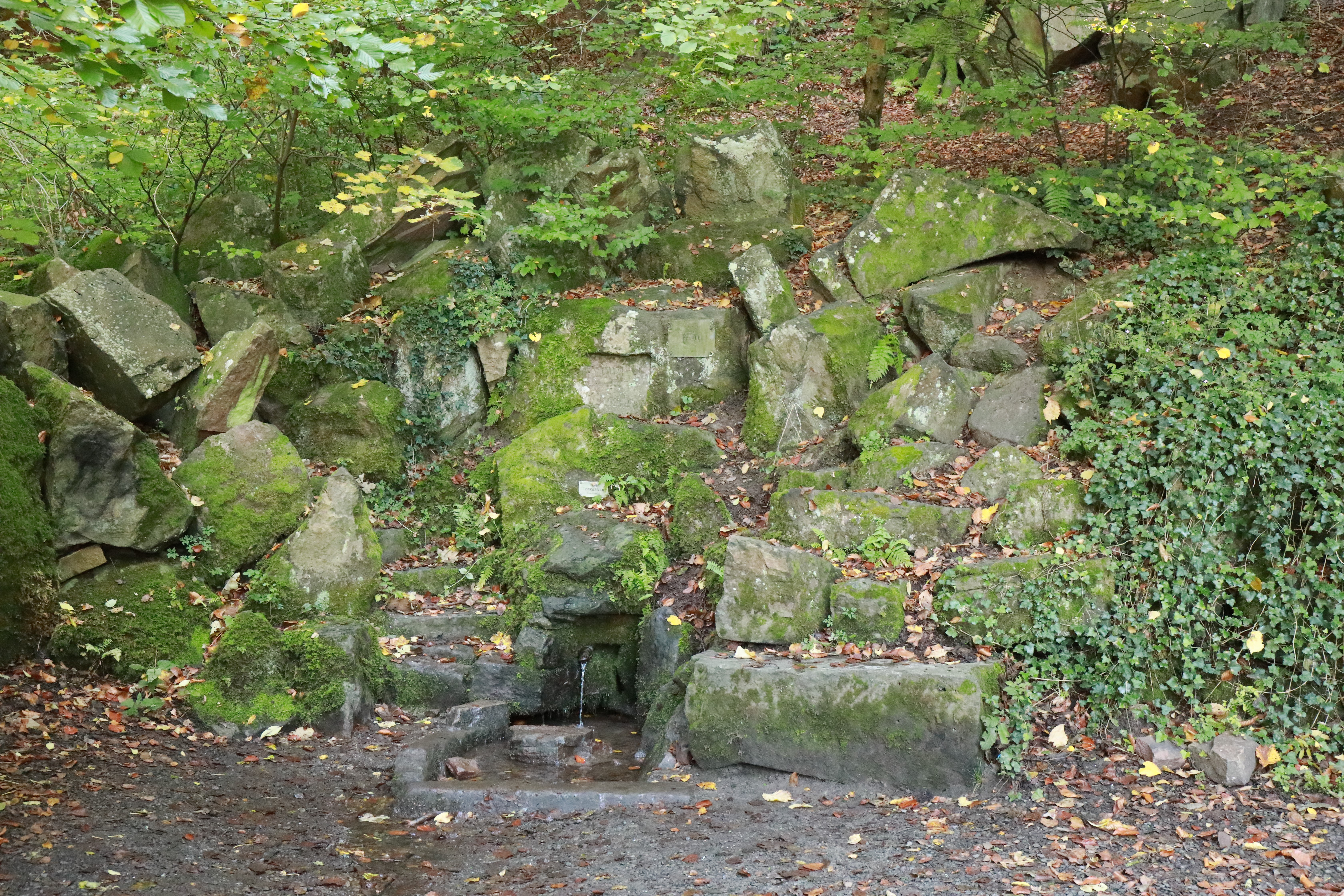
Hedwigsquelle

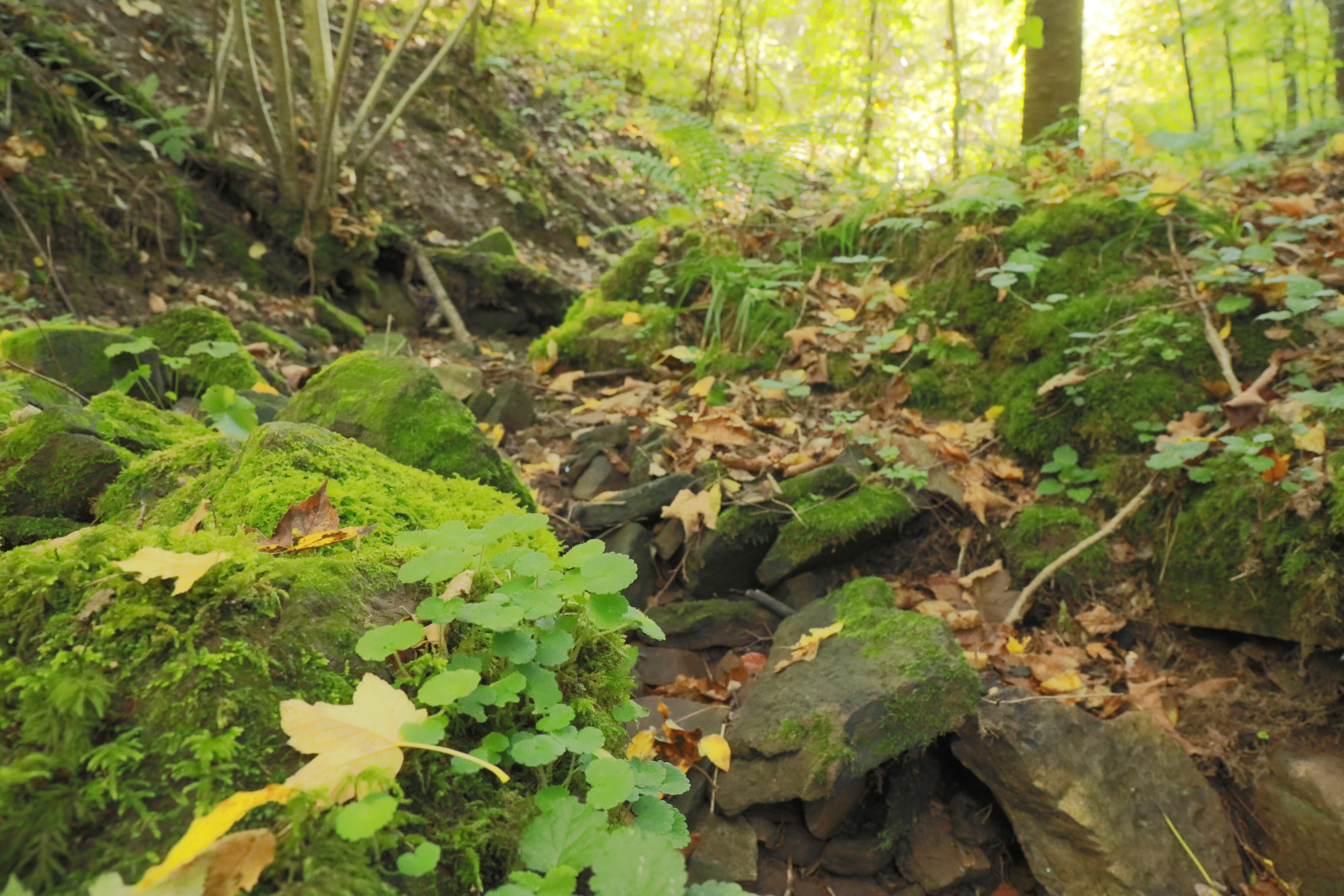
Essigwiesenklamm, verwitterter Buntsandsteinaufschluss

## Name
Das Grundwort „Klamm“ bezeichnet in Ettlingen eine Schlucht, eine schluchtartige Einsenkung oder eine Felsenge. Im örtlichen Namensgut unterscheiden sich die Bedeutungen von „Klamm“ und „Klinge“ kaum. Eine Essigwiese wird zusammen mit dem Essigbrunnen erstmals 1762 erwähnt. Die gleichzeitige und relativ späte Ersterwähnung erschwert eine Deutung des Namens. Möglich ist eine Benennung nach Beschaffenheit oder Aussehen des Quellwassers; ebenso könnte der Name auf eine sumpfige Bodenbeschaffenheit oder einen geringen Bodenertrag der Wiese hinweisen. Der Name Essigwiese übertrug sich auf einen südlicher gelegenen Walddistrikt. Die Essigwiesklamm wird erstmals 1871 erwähnt. Der Essigbrunnen ist identisch mit der heutigen Hedwigsquelle. In den 1880er Jahren ließ ein Oberförster die Quelle fassen und benannte sie nach seiner Frau.

## Flora und Fauna
Das Gebiet ist geprägt durch den Laub-Mischwald, es überwiegen alte Buchenbestände. Im gesamten Gebiet der Essigwiesenklamm finden sich zahlreiche teilweise seltene Pilzarten sowie einige wenige zerstreut anzutreffende heimische wilde Waldorchideen-Arten. Unter den Schmetterlingsarten sind die in Deutschland seltene Spanische Fahne sowie Großer Feuerfalter und Dunkler Wiesenknopf-Ameisenbläuling besonders hervorzuheben.

## Geologie
Die Obere Essigwiesenklamm schließt Buntsandsteinformationen in zumeist verwitterter Form auf.